# Lista de agências especializadas da Organização das Nações Unidas
As Agências Especializada das Nações Unidas são um conjunto de organizações internacionais autônomas que atuam em cooperação com a Organização das Nações Unidas através de seu Conselho Econômico e Social. Uma agência especializada não é obrigatoriamente fundada pela ONU, porém é incorporada pelo Sistema das Nações Unidas sob a validade da Carta da Organização. As agências atuam em esferas específicas, como: economia, segurança, energia e cultura, entre outras. Atualmente, a ONU possui 15 agências especializadas que atuam seu nome.

## Agências especializadas
| Agência | Agência                                                              | Fundação               | Sede                             | Descrição |
| ------- | -------------------------------------------------------------------- | ---------------------- | -------------------------------- | --- |
|         | União Internacional de Telecomunicações                              | 17 de maio de 1865     | Genebra, Suíça                   | A ITU foi fundada como "União Telegráfica Internacional" em 17 de maio de 1865. Suas principais missões incluem padronização, alocação do espectro de rádio e organização de acordos de interconexão entre diferentes países para permitir conexões telefônicas internacionais.                                                                     |
|         | Organização Internacional do Trabalho                                | 11 de abril de 1919    | Roma, Itália                     | A OIT foi fundada em 1919 decorrente das negociações do Tratado de Versalhes, sendo agência herdada da Liga das Nações. Sua constituição inclui os princípios da Declaração de Filadélfia sobre o desenvolvimento das relações trabalhistas em todo o mundo.                                                                                        |
|         | Organização das Nações Unidas para Alimentação e Agricultura         | 16 de outubro de 1945  | Roma, Itália                     | Como fórum neutro, a agência coordena esforços internacionais para combater a carestia, atendendo a países desenvolvidos e em desenvolvimento. Tem como missão elevar os níveis de nutrição e aprimorar a produtividade agrícola e a vida das populações rurais.                                                                                    |
|         | Fundo Monetário Internacional                                        | 27 de dezembro de 1945 | Washington, D.C., Estados Unidos | Fundado como organização internacional independente, o Fundo Monetário Internacional (FMI) integra o Sistema das Nações Unidas e possui um acordo formal de cooperação com a organização. O FMI regulamenta a cooperação financeira internacional e as práticas monetárias dos países-membros, atuando como um fórum para negociação e assistência. |
|         | Organização da Aviação Civil Internacional                           | 4 de abril de 1947     | Montreal, Canadá                 | A agência codifica os princípios e técnicas de navegação aérea internacional, promove o planejamento e desenvolvimento seguro do transporte aéreo internacional e observa a aplicação dos protocolos sobre acidentes aéreos de acordo com a Convenção sobre Aviação Civil Internacional.                                                            |
|         | Organização Marítima Internacional                                   | 17 de março de 1948    | Londres, Reino Unido             | A OMI coordena a segurança marítima internacional e práticas relacionadas à navegação marítima em todo o globo. A agência promove paralelamente a cooperação entre governos e a indústria naval para aprimorar a segurança marítima e mitigar a pirataria moderna e a poluição marinha.                                                             |
|         | Organização das Nações Unidas para a Educação, a Ciência e a Cultura | 16 de novembro de 1945 | Paris, França                    | A UNESCO tem como propósito declarado contribuir para a paz mundial e a segurança dos povos, promovendo a colaboração internacional por meio da educação, ciência e cultura. Dentre outras realizações, a agência é responsável por classificar e manter o Patrimônio Mundial da Humanidade.                                                        |
|         | Organização das Nações Unidas para o Desenvolvimento Industrial      | 17 de novembro de 1966 | Viena, Áustria                   | A UNIDO promove o desenvolvimento industrial inclusivo e sustentável (ISID) e trabalha para acelerar o crescimento econômico equilibrado entre todos os países. |
|         | União Postal Universal                                               | 9 de outubro de 1874   | Berna, Suíça                     | A União Postal Universal (UPU) coordena as políticas postais entre os países-membros e, portanto, o sistema postal mundial. Cada país-membro concorda com o mesmo conjunto de termos para a condução de taxas postais internacionais. |
|         | Organização Mundial da Saúde                                         | 7 de abril de 1948     | Genebra, Suíça                   | A Organização Mundial da Saúde (OMS) atua como autoridade coordenadora da saúde pública internacional nas áreas de saúde, saneamento e profilaxia e no combate às epidemias. |
|         | Organização Mundial da Propriedade Intelectual                       | 14 de julho de 1967    | Genebra, Suíça                   | A Organização Mundial da Propriedade Intelectual (OMPI) tem como objetivo incentivar a atividade criativa e promover a proteção da propriedade intelectual em todo o mundo. A organização administra vários tratados relativos à proteção dos direitos de propriedade intelectual.                                                                  |
|         | Organização Meteorológica Mundial                                    | 23 de março de 1950    | Genebra, Suíça                   | A Organização Meteorológica Mundial (OMM) coordena os estudos e políticas relativos à meteorologia moderna (tempo e clima), hidrologia operacional e ciências geofísicas. |
|         | Organização Mundial de Turismo                                       | 1 de novembro de 1975  | Madrid, Espanha                  | A Organização Mundial do Turismo possui 160 Estados-membros e 350 membros observadores que representam organizações privadas e instituições educacionais ligadas ao turismo. A agência atua como um fórum para políticas de turismo seguro e sustentável.                                                                                           |
|         | Fundo Internacional de Desenvolvimento Agrícola                      | 15 de dezembro de 1977 | Roma, Itália                     | Estabelecido como uma instituição financeira em 1977 como resposta global à grave situação econômica do Sahel, o IFAO dedica-se a erradicar a pobreza rural nos países em desenvolvimento. |

## Organizações relacionadas
Além do Sistema das Nações Unidas, há ainda outras organizações intergovernamentais que atuam como órgãos independentes e autônomos em cooperação com as Nações Unidas. A maioria destas agências foram estabelecidas através de acordos de cooperação similares aos acordos descritos nos Artigos 57 e 63 da Carta das Nações Unidas em relação ao funcionamento das agências especializadas. No entanto, devido à estipulação de que as agências tratem de "especialidades econômicas, sociais, culturais, educacionais, de saúde e áreas afins", organizações com tais acordos não são formalmente agências especializadas das Nações Unidas. Tais organismos são denominados "Organizações Relacionadas" pelas Nações Unidas.
A Agência Internacional de Energia Atômica (IAEA) firmou seu acordo de cooperação com as Nações Unidas em 1957. A Organização para a Proibição de Armas Químicas (OPAQ) e a Organização do Tratado de Proibição Abrangente de Testes Nucleares (CTBTO) também valeram-se desse modelo de cooperação para a elaboração de seus respectivos acordos de seus própria com as Nações Unidas.
| Agência | Agência                                        | Fundação              | Sede                             | Descrição |
| ------- | ---------------------------------------------- | --------------------- | -------------------------------- | --------- |
|         | Grupo do Banco Mundial                         | 4 de julho de 1944    | Washington, D.C., Estados Unidos |           |
|         | Agência Internacional de Energia Atómica       | 29 de julho de 1957   | Viena, Áustria                   |           |
|         | Organização Internacional para as Migrações    | 6 de dezembro de 1951 | Genebra, Suíça                   |           |
|         | Organização para a Proibição de Armas Químicas | 29 de abril de 1997   | A Haia, Países Baixos            |           |
|         | Organização Mundial do Comércio                | 1 de janeiro de 1995  | Genebra, Suíça                   |           |